# ハーロウ
ハーロウ（Harlow）は、エセックスにあるタウンかつバラ。ロンドンの北東約30キロに位置する。「ハーロー」と表記されることもある。1947年にニュータウンとして指定された。

## 歴史
第二次世界大戦後を視野に、パトリック・アバークロンビーによって1944年に大ロンドン計画が作成され、ロンドン周辺にニュータウンを建設することでロンドンへの過度の人口集中を防ぎ、過密化を抑制する方針が提案された。これに基づき、1946年にニュータウン法が制定され、ハーロウは1947年3月3日に、スティーブニッジ、ヘメル・ヘムステッドに次ぐ3番目のニュータウンとして指定された。
指定時の人口は約4,500人で、計画人口は9万人である。

## 都市構成
近隣住区を基本に構成しつつも、3～4個の住区に対して「地区センター」を設置し、町全体に対して「タウンセンター」を設置するという、三段階の商業地構成が特徴である。なお、タウンセンター周辺の住区に対しては、タウンセンターが地区センターの機能を兼ねている。この構成は、日本初の本格的ニュータウンである千里ニュータウンと共通である。

## スポーツ
- ハーロウ・タウンFC

## 出身人物
- ヴィクトリア・ベッカム - スパイス・ガールズのメンバー、デビッド・ベッカムの妻
- カール・ジェンキンソン - サッカー選手
- ギャリー・フーパー - サッカー選手
- サラ・フラー・アダムス - 詩人
- ダレン・アンブローズ - サッカー選手
- ハリー・イーデン - 俳優
- ルーク・ヤング - サッカー選手
- リチャード・キーオ - サッカー選手